# ديتر فيشر
ديتر فيشر (بالألمانية: Dieter Fischer)‏ (و. 1936 – 2016 م) هو لاعب كرة قدم من ألمانيا، وألمانيا الشرقية، ولد في ماركرانشتيت، مركز لعبه هو لاعب وسط، توفي عن عمر يناهز 80 عاماً.

## روابط خارجية
- ديتر فيشر على موقع قاعدة بيانات كرة القدم.إي يو (الإنجليزية)
- ديتر فيشر على موقع ناشيونال فوتبول تيمز (الإنجليزية)
- ديتر فيشر على موقع عالم كرة القدم.نت (الإنجليزية)